# 钽酸银
钽酸银是一种无机化合物，化学式为AgTaO3。它可由氧化银和五氧化二钽在高温反应制得。它可以发生可逆相变，在390 °C由R3c相转变为Cmcm相，在465 °C转变为P4/mbm，在580 °C转变为Pm3m。